# Giovanni Battista Noghera
Giovanni Battista Noghera, né le 9 mai 1719 à Albosaggia et mort dans cette même ville le 7 novembre 1784, est un jésuite et écrivain italien.

## Biographie
Né à Albosaggia, dans la Valteline, en 1719, il entra chez les jésuites en 1735 et prononça ses derniers vœux en 1753. Versé dans la littérature grecque et latine, il professa la rhétorique à Milan et l’éloquence sacrée à Vienne. La suppression de la Compagnie de Jésus, en lui laissant plus de loisirs, lui permit de s’appliquer à la composition de divers ouvrages, les uns littéraires, les autres dirigés contre les mœurs de son temps. Sur la fin de ses jours, il revint dans sa patrie et y mourut en novembre 1784.

## Œuvres
Ses principaux ouvrages sont :
- De l’éloquence sacrée moderne, Milan, 1752 ;
- Orazioni di Demostene volgarizzate, e con annotazioni illustrate da Giovambattista Noghera della Compagnia di Gesù, Milan, nella stamperia della Biblioteca Ambrosiana appresso Giuseppe Marelli, 1753 (lire en ligne). Cette traduction des Oraisons de Démosthène est estimée en Italie.
- Sur les anciens et les modernes, Bassano, 1774 ;
- Réflexions sur la religion révélée ; Sur l’infaillibilité de l’Église chrétienne ; Sur l’infaillibilité du pape ; Sur la puissance de la véritable Église chrétienne ; Sur les pratiques de la véritable Église ; Pour discerner la véritable Église chrétienne de toutes les sectes. Ces six écrits sont in-8° et parurent de 1773 à 1783 ;
- Observations sur l’analyse des Prescriptions de Tertullien (par Pietro Tamburini), Bassano, 1784, in-8° ;
- Qu’est-ce que le pape ? Réponse de l’abbé Noghera, Foligno, 1783. Cet ouvrage paraît dirigé contre le pamphlet d’Eybel, sous le même titre : Qu’est-ce que le pape ?
- Qu’est-ce qu’un évêque ? Bassano, 1784.

On a publié après sa mort :
- De natura et causa eloquentiæ, 1786. C’est le seul de ses ouvrages écrits en latin ; tous les autres sont en italien.
- Sur les nombreux systèmes d’enseignement des belles-lettres ;
- Réflexions sur la dévotion, Bassano, 1786 ;
- la Vie et la mort de l’homme juste dans les exemples de St-Joseph, Bologne, 1786. C’est une 2e édition. On dit que l’ouvrage est traduit du français de Joseph Fierard, jésuite, qui passa en Italie après la suppression de la société, et mourut à Milan.

On a réuni les ouvrages de Noghera dans une édition en 17 volumes, faite à Bassano en 1790. Il a laissé quelques opuscules en prose et en vers. On le voit cité avec éloge par Tiraboschi dans l’Histoire littéraire d’Italie, et par Giovanni Battista Giovio dans les Hommes illustres du diocèse de Côme.